# Adílson Batista
Pour les articles homonymes, voir Batista.
Adílson Dias Batista est un entraîneur et un ancien footballeur brésilien né le 16 mars 1968 à Adrianópolis.

## Palmarès

### Joueur
Atlético Paranaense
- Championnat du Paraná : 1988

 Cruzeiro
- Championnat du Minas Gerais : 1990, 1992
- Supercopa Sudamericana : 1991, 1992

 Grêmio
- Championnat Gaúcho : 1995, 1996
- Championnat du Brésil : 1996
- Copa Libertadores : 1995
- Recopa Sudamericana : 1996

 Júbilo Iwata
- Supercoupe d'Asie de football : 1999

 Corinthians
- Coupe du monde des clubs de la FIFA : 2000

### Entraîneur
América Natal
- Championnat Potiguar : 2002

 Figueirense
- Championnat de Santa Catarina : 2006

 Cruzeiro
- Championnat du Minas Gerais : 2008, 2009

### Distinctions personnelles
- Bola de Prata : 1990, 1996